# Сани (Грчка)
Сани (грч. Σανή) је приморско насељено место у општини Касандра у периферији Средишња Македонија, Грчка. Према попису из 2021. године било је 30 становника.
Насеље је подигнуто шездесетих година 20. века и први пут се помиње на попису из 1971. године без становника.